# Stora Storsøya
Stora Storsøya ou Storsøy est une île norvégienne du comté de Hordaland appartenant administrativement à Stord.

## Description
Rocheuse et couverte d'arbres, au sud de Litla Storsøya, elle s'étend sur environ 1,132 km de longueur pour une largeur approximative de 289 m. 